# Edinho Baiano
Édson Manoel do Nascimento, mais conhecido como Edinho Baiano (Senhor do Bonfim, 27 de julho de 1967), é um ex-futebolista brasileiro que atuava como zagueiro.
Após a aposentadoria, abriu uma empresa para representar e agenciar jogadores de futebol.

## Títulos
Vitória
- Campeonato Baiano: 1989 e 1990

Palmeiras
- Campeonato Paulista: 1993[2]
- Campeonato Brasileiro: 1993
- Torneio Rio-São Paulo: 1993

Paraná
- Campeonato Paranaense: 1994, 1995, 1996 e 1997[3]

Atlético Paranaense
- Campeonato Paranaense: 1998[3]

Coritiba
- Campeonato Paranaense: 2003[1]